# Gottsbüren
Gottsbüren ist ein Stadtteil von Trendelburg im nordhessischen Landkreis Kassel.

## Geographie

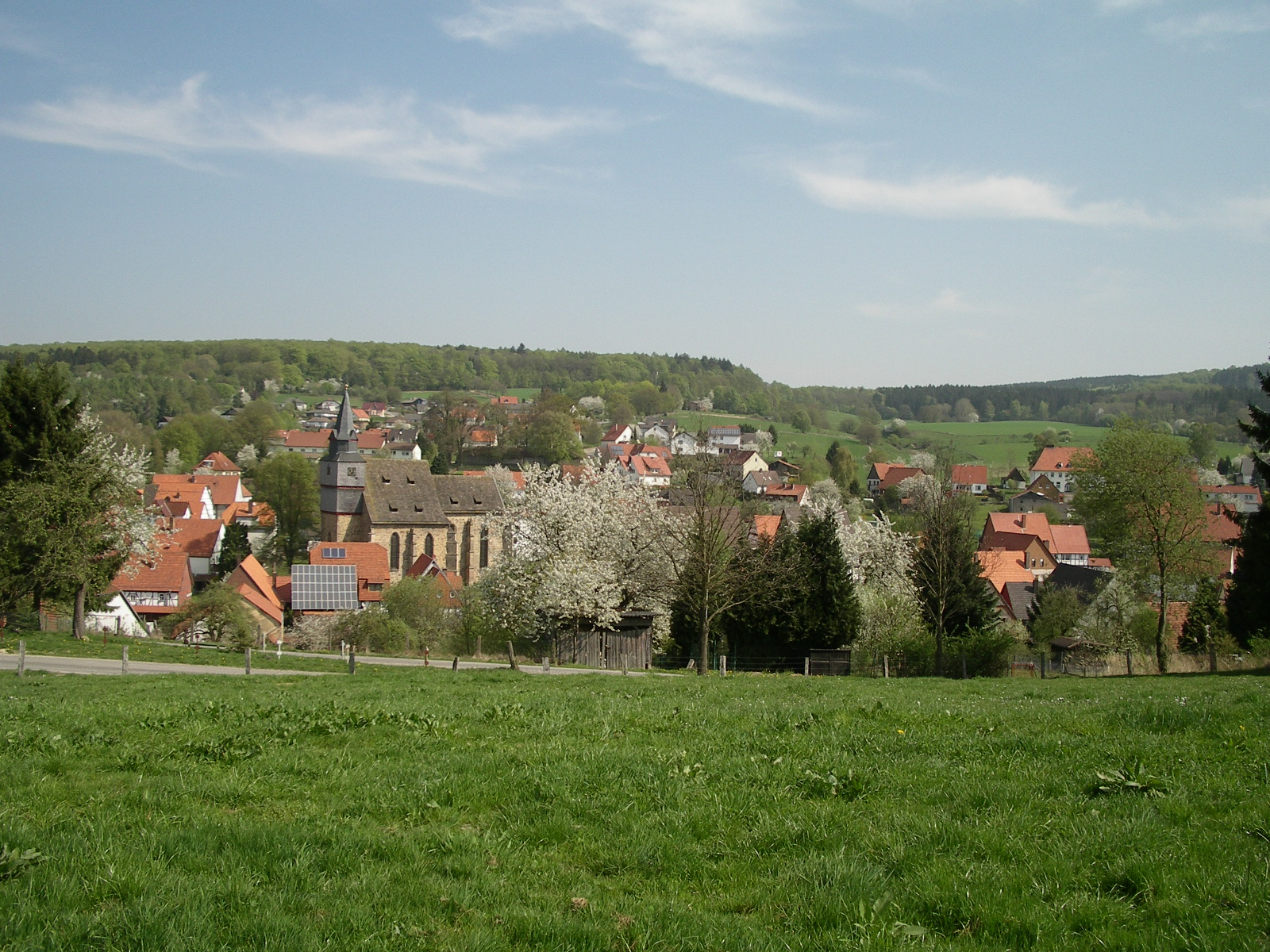
Gottsbüren Ortsteilkern

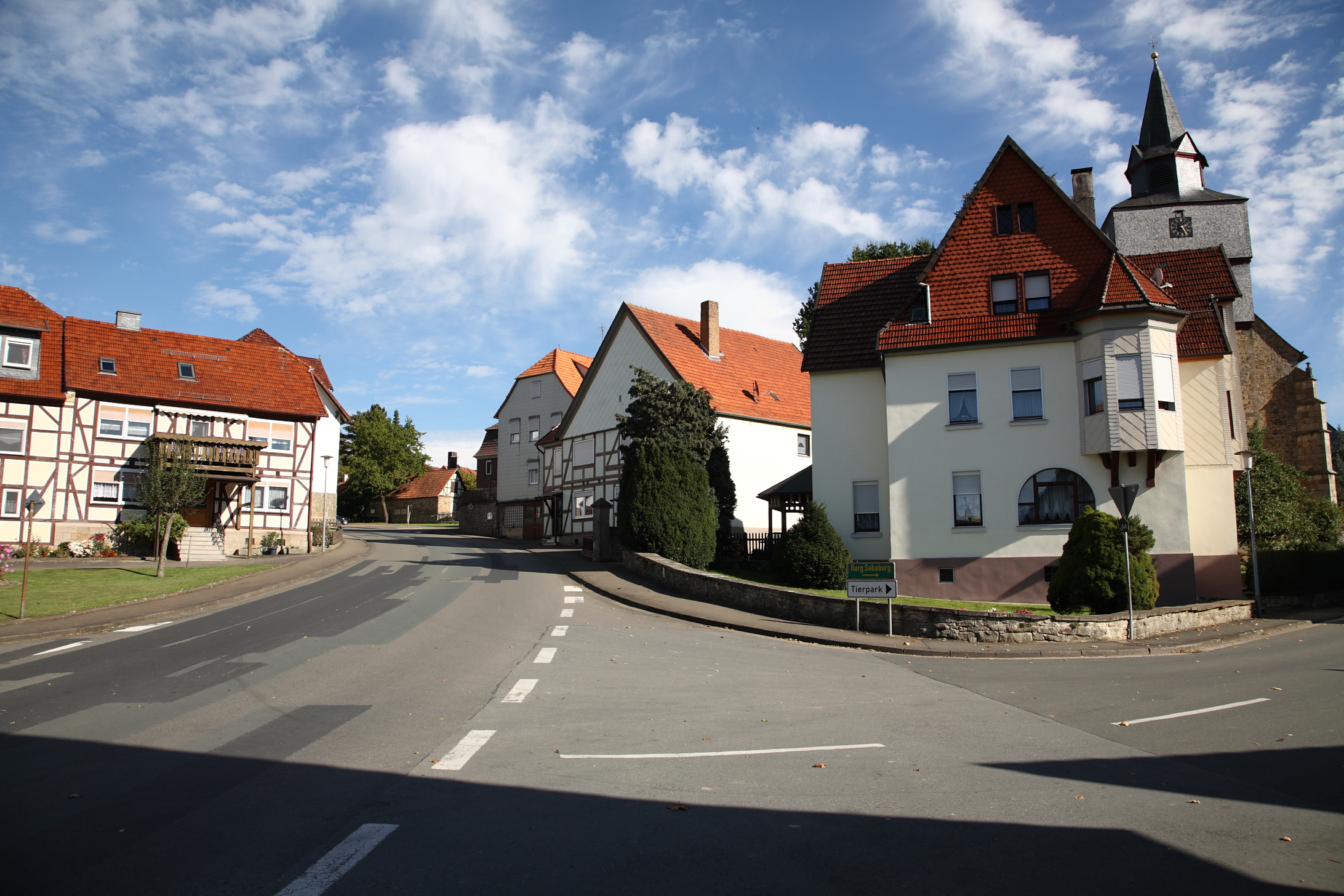
Einmündung der K55 in die L793

Das Dorf Gottsbüren liegt circa 30 Kilometer (Luftlinie) nördlich der nordhessischen Großstadt Kassel im Reinhardswald. Der Ort liegt in einem Talkessel und wird vom Fuldebach durchflossen, der westlich in die Holzape mündet. Östlich des Ortes begrenzen die Hänge des 424 m hohen Langenberg und des 461 m hohen Hahneberg dessen Tal, in dem die Landstraße über das Forsthaus nahe der Wüstung Bensdorf nach Süden führt. Die im Ortszentrum auf einem Plateau über dem Fuldebach gelegene Kirche stellt wahrscheinlich den Standort des mittelalterlichen Klosterhofes dar; die ältesten erhaltenen Fachwerkhäuser stammen aus dem mittleren 17. Jahrhundert. Durch den Ort führt ein Abschnitt der Straße der Weserrenaissance und verbindet mit der etwa 5 km südsüdöstlich gelegenen Sababurg, dem „Dornröschenschloss“ der Brüder Grimm.

## Geschichte
Gottsbüren wurde bereits im Jahre 856 (eventuell auch schon im Jahr 822) in einer Schenkungsurkunde des Klosters Corvey als Siedlung „Buria“ erwähnt. Über die Namen Gunnesburin, Gunnesburen, Hundesburen, Godesburen tauchte 1355 zum ersten Mal der Name Gottsbüren auf.
Gottsbüren gehörte von 1244 an zur Grafschaft Dassel, bis Ludolf VI. von Dassel es 1272 an das Erzbistum Mainz verkaufte. Nur 60 Jahre später überließ Kurmainz das Dorf, allerdings widerruflich und ohne weltliche und geistliche Gerichtsbarkeit, dem Kloster Lippoldsberg.
Im Mittelalter wurde Gottsbüren von den großen Wüstungsvorgängen nur unwesentlich betroffen. Die damals günstige Verkehrslage an der alten, bedeutenden Handelsstraße „Königsstraße“ war dafür ausschlaggebend.
Am 31. Dezember 1970 fusionierten im Zuge der Gebietsreform in Hessen die Gemeinde Gottsbüren mit sechs weiteren bis dahin selbstständigen Gemeinden und der Kleinstadt Trendelburg zur erweiterten Stadt Trendelburg. Sie bilden die heutigen Stadtteile. Die Stadtverwaltung befindet sich in der Kernstadt Trendelburg.
In der Nacht vom 1. auf den 2. August 2024 sorgte eine Extremwetterlage im Gebiet des Reinhardswaldes mit Niederschlagsmengen von bis zu 170 Litern pro Quadratmeter für eine Sturzflut, die in dem kleinen Ort einen Millionenschaden verursachte. Dabei wurden zahlreiche historische Fachwerkhäuser massiv beschädigt.

### Wallfahrtsort

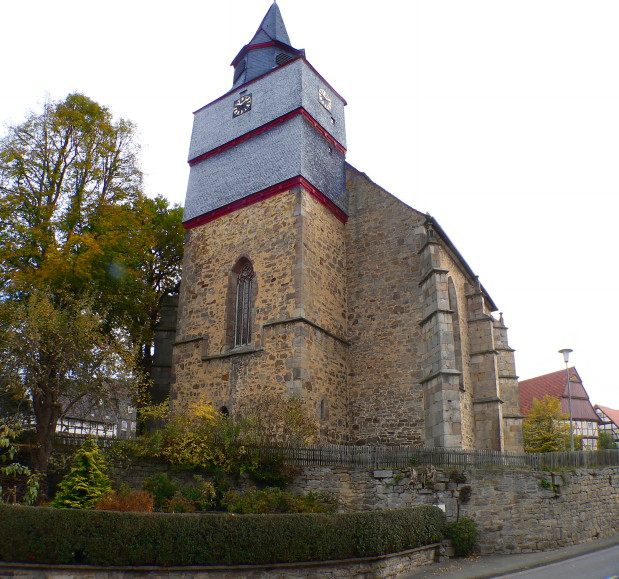
Die historische Wallfahrtskirche in Gottsbüren

Pilgerzeichen (14. Jh.)

Bekannt ist Gottsbüren nicht nur durch seine Lage im Reinhardswald, sondern auch durch das so genannte „Wunder von Gottsbüren“ – dem Gerücht um den heiligen Leichnam des „Herrn“. Damals (1330, evtl. auch schon 1329) wurde angeblich der Leichnam Christi in den Wäldern um Gottsbüren gefunden und in der Kirche aufgebahrt.
Erzbischof Balduin von Trier erteilte am 10. Juni 1331 die kirchliche Erlaubnis für die Wallfahrt. Später wurde daraus eine Hostienwallfahrt, die für den Wirtschaftsraum der Gegend um Gottsbüren in zirka 70 Jahren bis 1399 gewaltige Einnahmen erbrachte. Viele Pilger blieben auf dem Weg nach Santiago de Compostela zum Grab des Apostels Jakobus in Gottsbüren, um sich den weiteren Weg „an das Ende der Welt“ zu ersparen.

### Wallfahrtskirche
Im Ort steht die 1330/31 erbaute Wallfahrtskirche. Sie wurde im 14. Jahrhundert zur heutigen dreischiffigen Hallenkirche erweitert. Im März 2010 hinterließ ein Schwelbrand im Kircheninneren eine dicke Rußschicht und machte die Kirche damit für Monate unbrauchbar.

### Kloster und Stift
Für kurze Zeit nach dem Beginn der Wallfahrtsepoche war Gottsbüren auch Heimat eines Nonnenklosters und eines Kollegiatstifts.
- Um 1332 gründeten Benediktinerinnen aus Lippoldsberg eine Niederlassung in Gottsbüren, die 1339 unter einer Priorin nachweisbar ist. Die Nonnen wurden schon 1343 von Erzbischof Heinrich III. von Mainz zur Rückkehr in ihr Mutterkloster aufgefordert, aber noch im Jahre 1431 werden die jungfrauwen zu Gottsbüren genannt.
- In der Zeit zwischen 1343 und 1346 wurde das ursprünglich in Nordgeismar (einer heutigen Wüstung am Schöneberg bei Hofgeismar) gegründete Kollegiatstift auf Geheiß des Erzbischofs Heinrich III. nach Gottsbüren, aber schon 1355 von seinem Nachfolger Gerlach weiter nach Grebenstein verlegt.

### Orgelbau

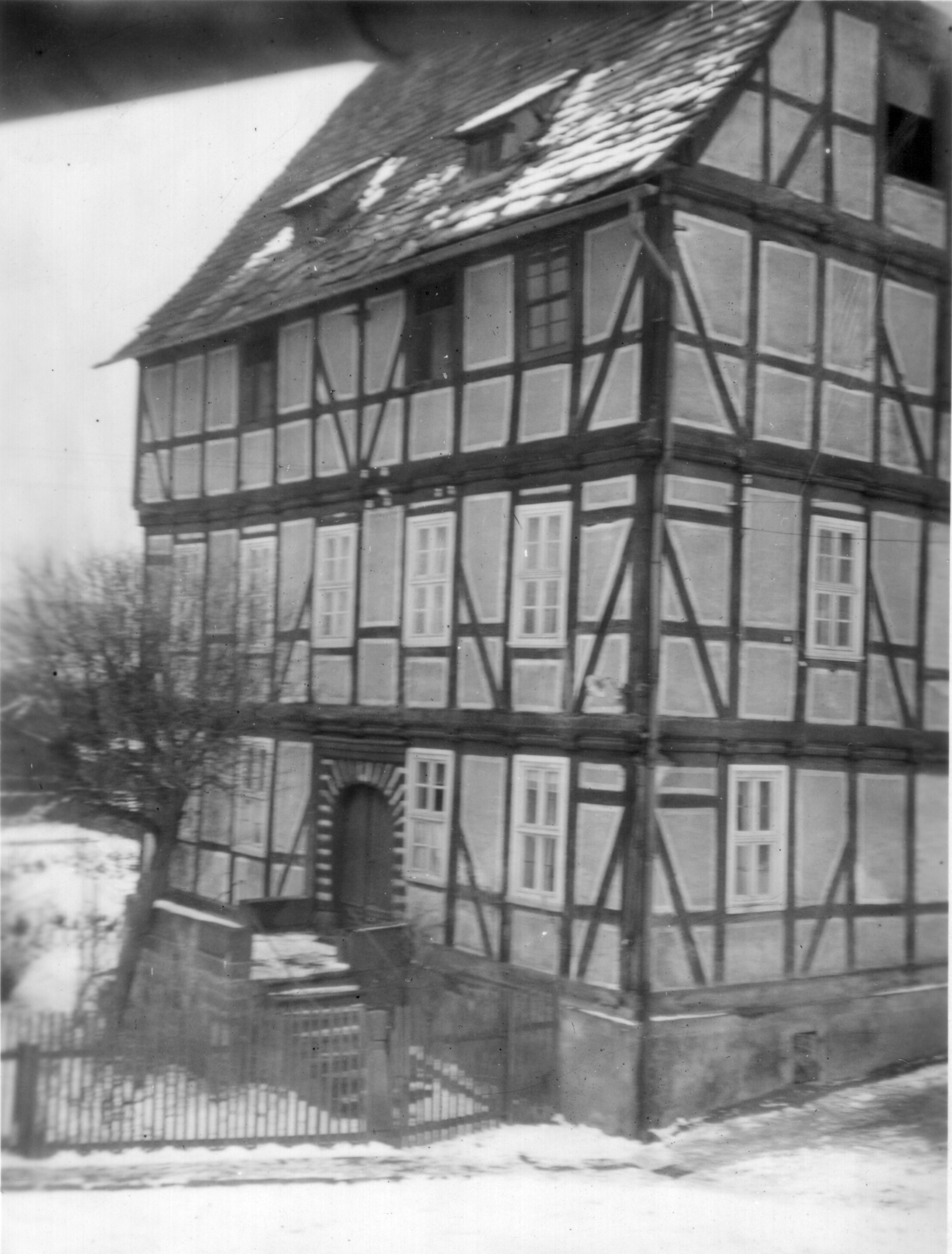
Ehemaliges Haus Euler in Gottsbüren 1932

So wie die Wallfahrt und in ihrem Gefolge die Töpferei im 14. und 15. Jahrhundert Gottsbüren über die Grenzen Hessens hinaus bekannt machten, so war es vom 17. bis 19. Jahrhundert der Orgelbau. Über den Beginn des Orgelbaues in Gottsbüren liegen keine eindeutigen Zahlen vor, auch über das Wirken der Orgelbauer ist nur wenig überliefert.
Vom 17. Jahrhundert bis 1910 war Gottsbüren Sitz mehrerer Orgelbauerfamilien:
- Joachim Kohlen (1598–1676), sein Sohn David Kohlen (1640–1737) und sein Enkel Stephan Kohlen (1687–1758);
- Johann Stephan Heeren (1729–1804), sein Schwiegersohn Johann Friedrich Euler (1759–1795), dessen Sohn Balthasar Conrad Euler (1791–1874), und unter dem Namen Gebrüder Euler dessen Söhne Friedrich Wilhelm (1827–1893) und Heinrich Euler (1837–1906);
- Johann Dietrich Kuhlmann (1775–1846) und dessen Sohn Georg Carl Kuhlmann (1805–1868).

## Kultur und Sehenswertes

### Bauwerke
- Wallfahrtskirche zu Gottsbüren
- Sababurg, das „Dornröschenschloss“
- Burg Trendelburg
- Wasserschloss Wülmersen
- Burgstall der Burg am Bach (Burg Gottsbüren)

### Freizeiteinrichtungen und Sport
- Tierpark Sababurg
- Urwald Sababurg
- Eberschützer Klippen
- Hölleberg bei Langenthal
- „Naturschutzgebiet Holzapetal“ an der Holzape
- Atelier & Galerie Der Reinhardswaldmaler unterhalb der Sababurg
- Reinhardswald
- Wolkenbrüche bei Trendelburg, zwei Naturdenkmäler
- Weitläufiges Wanderwegenetz, mit Märchenlandweg
- Weitläufiges Radwegnetz, mit Diemelradweg
- Die Eco Pfad Pilgerwege zum Wallfahrtsort Gottsbüren, gekennzeichnete Rundwanderwege[8]
- Internationale Jugendbegegnungsstätte im „Wasserschloss Wülmersen“
- Museum Wülmersen
- Reiterhöfe, Sportplätze, Turnhallen, Kegelbahnen, Kanustation, Grillstationen
- Kunst, Malen & Zeichnen, Malkurse, Gemälde-Ausstellungen in Sababurg
- Sportflugplatz, Sportschützenanlagen, Skateboardbahn, Campingplatz
- Tennisplätze (Trendelburg und Eberschütz)
- Freibad Trendelburg, beheizt

## Persönlichkeiten

### Ehrenbürger
- 1895 Otto von Bismarck (1815–1898), Reichskanzler

### Geboren in Gottsbüren
- Hans Euler (1815–1887), Bürgermeister und Mitglied der kurhessischen Ständeversammlung
- Karl Gerland (1905–1945), deutscher NSDAP-Gauleiter im Gau Kurhessen und SS-Führer
- Simone von Stosch (1964), deutsche Fernsehjournalistin und Moderatorin